# Atis Vaisjūns
Atis Vaisjūns (né le 27 septembre 1982 à Riga) est un athlète letton, spécialiste du décathlon.

## Biographie

### Palmarès
| Date | Compétition                   | Lieu      | Résultat | Performance |
| ---- | ----------------------------- | --------- | -------- | ----------- |
| 2001 | Championnats d'Europe juniors | Grosseto  | 3e       | 7 497 pts   |
| 2003 | Championnats d'Europe espoirs | Bydgoszcz | 3e       | 7 681 pts   |

### Records
| Épreuve               | Performance | Lieu    | Date            |
| --------------------- | ----------- | ------- | --------------- |
| Décathlon             | 7 760 pts   | Rakvere | 19 juillet 2009 |
| Heptathlon (en salle) | 5 450 pts   | Riga    | 27 février 2005 |